# Melanis pixe
Melanis pixe is een vlindersoort uit de familie van de prachtvlinders (Riodinidae), onderfamilie Riodininae.
Melanis pixe werd in 1836 beschreven door Boisduval.